# Logan Tait
Logan Tait (Vancouver, Columbia Británica, 21 de noviembre de 1934 - Lethbridge, Alberta, 28 de noviembre de 2016) fue un baloncestista y raquetbolista canadiense. Como miembro de la selección de baloncesto de Canadá, disputó varios campeonatos internacionales.

## Trayectoria
Tait estudió contabilidad en la Universidad de Columbia Británica entre 1953 y 1957, donde jugó al fútbol y al baloncesto con los Thunderbirds, el equipo de la institución que competía en los torneos deportivos de la Western Canadian Intercollegiate Athletic Union. 
Compitió en el circuito de baloncesto amateur canadiense, primero con equipos de Vancouver y luego con equipos de Lethbridge. Fue cuatro veces campeón del torneo nacional de la Canadian Amateur Basketball Association: en 1958 con los Vancouver Eilers Jewellers, en 1961 y 1962 con los Lethbridge Broders Chinooks, y en 1963 con los Lethbridge Nationals.
Al retirarse como jugador, pasó a desempeñarse como entrenador, trabajando con los equipos de baloncesto de la Universidad de Lethbridge y el Lethbridge College. También se destacó jugando al raquetbol.
Fue incorporado al Salón de la Fama Deportiva de Lethbridge en 1985 y al Salón de la Fama Deportiva de Alberta en 1988.

## Selección nacional
Tait integró la selección de baloncesto de Canadá entre 1959 y 1963. En ese periodo jugó en dos ediciones del Campeonato Mundial de Baloncesto (1959 y 1963) y en dos de los Juegos Panamericanos (1959 y 1963), además de participar de otros torneos menores. 